# Palpomyia basalis
Palpomyia basalis är en tvåvingeart som först beskrevs av Walker 1848.  Palpomyia basalis ingår i släktet Palpomyia och familjen svidknott. Inga underarter finns listade i Catalogue of Life.